# Grenoble Foot 38
Grenoble Foot 38 este un club de fotbal din Grenoble, Franța, care evoluează în Ligue 2.